# José Maria Eça de Queirós
José Maria de Eça de Queirós (Póvoa de Varzim, 25 de noviembre de 1845-París, 16 de agosto de 1900) fue un escritor y diplomático portugués, considerado por muchos el mejor realista de su país en el siglo XIX. Entre varias novelas suyas de reconocida importancia destaca Los Maia.

## Biografía
Hijo natural del magistrado y juez José Maria de Almeida Teixeira de Queirós y de Carolina Augusta Pereira de Eça, fue inscrito como hijo de madre desconocida, y bautizado en la localidad de Vila do Conde. Aunque sus padres terminarían por casarse cuatro años después de su nacimiento, el joven José Maria vivió en casa de sus abuelos paternos, en Verdemilho, hasta 1855, año en que se trasladó a Oporto. Allí cursó la enseñanza secundaria en el Colégio da Lapa, que estaba dirigido por el padre de otro ilustre escritor portugués, Ramalho Ortigão.
Con dieciséis años, en 1861, inició sus estudios de derecho en la Universidad de Coímbra, donde trabó amistad con Antero de Quental y Teófilo Braga. Se licenció en 1866. Durante el último curso, se estrenó como escritor publicando una serie de diez artículos, con el título general de Notas marginales, en el diario Gazeta de Portugal. Dichos artículos, que serían más tarde recogidos en su libro Prosas bárbaras, chocaron al público portugués por la novedad de su estilo.
En 1866, concluidos sus estudios universitarios, se instaló en Lisboa, en casa de sus padres, y al año siguiente abrió despacho de abogado en la capital portuguesa. Continuó colaborando con la Gazeta de Portugal, aunque por un breve periodo (entre finales de 1866 y julio de 1867) residió en Évora, donde se ocupó de la dirección del diario local, Distrito de Évora. A finales de 1867 fue uno de los socios fundadores del Cenáculo, junto con Jaime Batalha Reis, José Fontana, Augusto Fuschini, Oliveira Martins, Ramalho Ortigão y Salomão Saragga.
A finales de 1869 e inicios de 1870, Queirós viajó a Egipto y presenció la inauguración del canal de Suez. De regreso en Lisboa, en 1870, escribió una serie de artículos sobre su viaje, con el título de De Port-Said a Suez, en el Diário de Notícias. Estos artículos serían más tarde recogidos en un libro publicado póstumamente, Notas contemporáneas. Ese mismo año apareció, también con formato de folletín periodístico, su primera novela, escrita en colaboración con Ramalho Ortigão, El misterio de la carretera de Sintra. Se trata de un relato de misterio, cercano a la novela policiaca, que salió entre julio y septiembre en el mismo diario. 
También en 1870, Queirós fue nombrado administrador municipal en Leiría, y en septiembre se examinó para el puesto de cónsul de primera clase, obteniendo el número uno. Al año siguiente, junto con Ramalho Ortigão, fundó y dirigió el periódico As Farpas y participó en las llamadas Conferencias del Casino con su texto La nueva literatura, que llevaba el subtítulo de «El realismo como nueva expresión de arte». Durante su estancia en Leiría, e inspirándose en el ambiente de esta ciudad, escribió su primera novela realista sobre la vida portuguesa, El crimen del padre Amaro, que se publicaría en 1875 en las páginas de la Revista Ocidental, y que aparecería posteriormente (en 1876 y luego, con importantes modificaciones, en 1880) como volumen independiente.

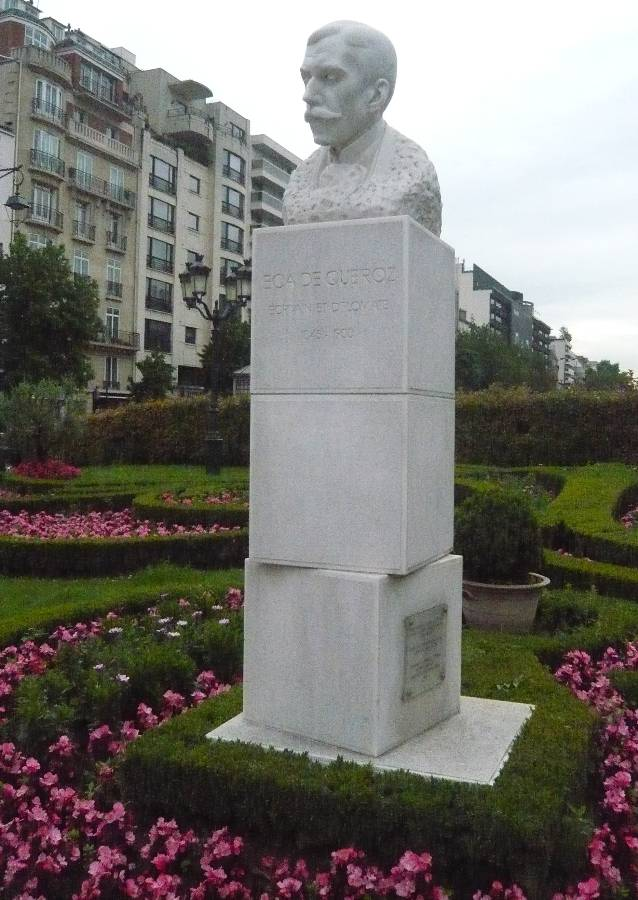
Busto de Eça de Queirós en Neuilly-sur-Seine, avenue Charles de Gaulle (Francia).

En 1872 su carrera diplomática lo llevó a La Habana. Desde entonces viviría alejado de su país natal, al que solo regresaría durante periodos breves de tiempo. Residió en Cuba dos años, durante los cuales aprovechó también para viajar por Estados Unidos y América Central. No obstante, prosiguió sus colaboraciones con diarios portugueses, y en 1874 apareció en el Diário de Notícias su relato Singularidades de una chica rubia.
Fue destinado a Inglaterra, al consulado de Newcastle-upon-Tyne, en 1874. Allí redactó su tercera novela, El primo Basilio, que concluyó en 1875. Durante su estancia en Newcastle, remitió regularmente al diario de Oporto A Actualidade los artículos que luego constituirían su libro Cartas de Inglaterra. Por entonces concibió el ambicioso proyecto de escribir una serie de doce novelas con el título genérico de Escenas de la vida portuguesa.
En 1878 fue transferido a Bristol. Trabajaba por entonces en la novela La capital, que no llegaría a publicar en vida (aparecería póstumamente, en 1925), y en la que se considera su obra más destacada, la extensa Los Maia. Si las dos obras citadas son la quintaesencia del realismo, Queirós frecuentó también relatos en los que lo fantástico tiene una gran importancia, como es el caso de El mandarín (aparecido en 1880 en el Diário de Portugal), y La reliquia (1887). Esta última fue fuertemente influenciada por Las memorias de Judas de Ferdinando Petruccelli della Gattina, tanto es así que algunos estudiosos acusaron al escritor portugués de plagio. Al mismo tiempo, siguió colaborando con varios diarios portugueses, y su firma apareció también en algunos periódicos brasileños, como la Gazeta de Notícias de Río de Janeiro.
Su último libro fue La ilustre casa de Ramires, sobre un hidalgo del siglo XIX con problemas para reconciliarse con la grandeza de su linaje. Es una novela imaginativa, entremezclada con capítulos de una aventura de venganza bárbara ambientada en el siglo XII, escrita por Gonçalo Mendes Ramires, el protagonista. Se trata de una novela titulada La torre de D. Ramires, en la que antepasados de Gonçalo son retratados como torres de honra sanguínea, que contrastan con la laxitud moral del joven.
Sus escritos desde Londres y desde París se consideran ensayos clásicos de gran valor documental y literario. Sus obras han sido traducidas a más de veinte idiomas. Al español ha sido vertida entre otros, por Ramón del Valle-Inclán, Wenceslao Fernández Flórez, Julio Gómez de la Serna, Carmen Martín Gaite y Jorge Gimeno. No se dispone aún de algunas valiosas crónicas, de sus ensayos y correspondencia. Pero sí ha sido publicada la correspondencia que mantuvo con Fradique Mendes, un personaje inventado por el propio Queirós, junto con otros intelectuales de la época (Antero de Quental y Batalha Reis).

## Queirós y el cine

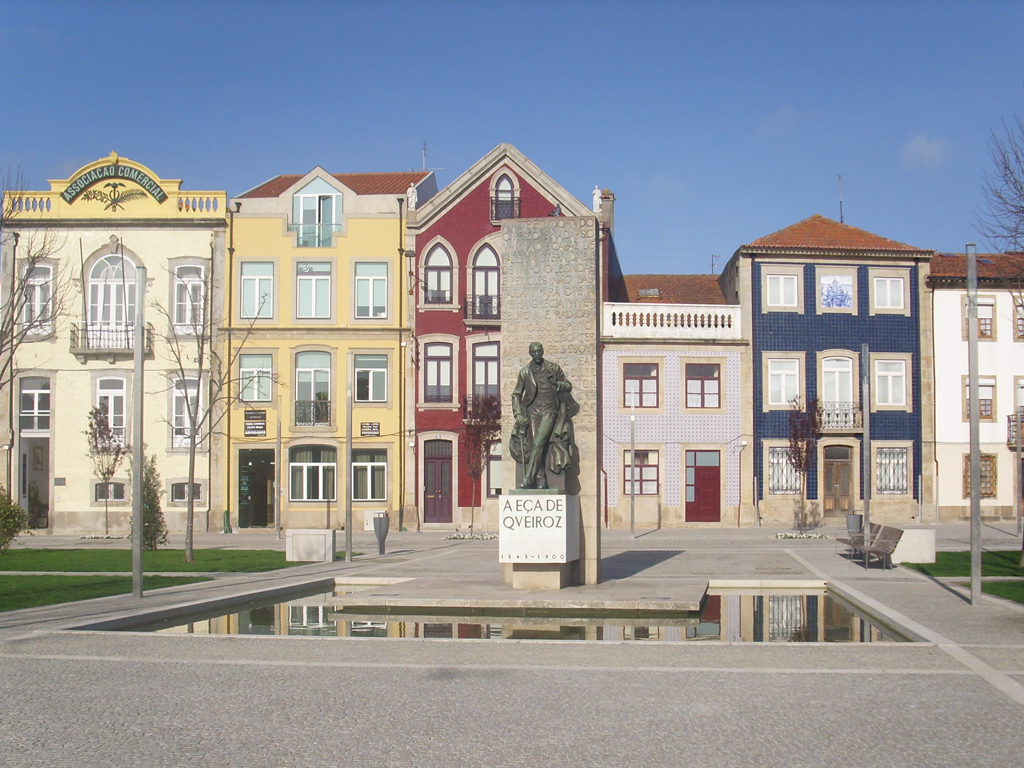
Monumento a Eça de Queirós en Póvoa de Varzim.

El crimen del padre Amaro fue adaptada al cine con el mismo nombre en 2002 por Carlos Carrera, quien trasladó la historia de Queirós al México actual. Protagonizada por Gael García Bernal y Ana Claudia Talancón, la película obtuvo ocho Arieles así como galardones en algunos certámenes cinematográficos; fue nominada al Oscar y al Globo de Oro, y Vicente Leñero ganó en el Festival de Cine de La Habana el premio al mejor guion.
El cineasta portugués Manoel de Oliveira rodó, con el apoyo de la Televisión de Cataluña, el filme Singularidades de una chica rubia, basado en el relato homónimo y estrenado en 2009. Catarina Wallenstein ganó el Globo de Oro 2010 a la mejor actriz por la interpretación del papel de Luisa en esta película.

## Obras

### Novelas
- 1870: El misterio de la carretera de Sintra (O mistério da estrada de Sintra), con Ramalho Ortigão.
- 1875: El crimen del padre Amaro (O Crime do Padre Amaro)
- 1878: El primo Basilio (O Primo Basílio)
- 1880: El mandarín (O Mandarim)
- 1887: La reliquia (A relíquia)
- 1888: Los Maia (Os Maias)
- 1900: La ilustre casa de Ramires (A Ilustre Casa de Ramires)
- 1901: La ciudad y las sierras (A cidade e as serras). Póstuma.
- 1925: La capital (A Capital). Póstuma.
- 1925: El conde de Abranhos (O Conde de Abranhos). Póstuma.
- 1925: Alves y Compañía (Alves & Companhia). Póstuma.
- 1980: La tragedia de la calle de las Flores (A tragédia da rua das Flores). Póstuma.

### Cuentos
1902: Cuentos (Contos). Póstumo.

### Otras
- 1890-1891: Una campaña alegre (Uma campanha alegre)
- 1900: Correspondencia de Fradique Mendes (Correspondência de Fradique Mendes)
- 1903: Prosas bárbaras
- 1905: Cartas de Inglaterra
- 1905: Ecos de París (Ecos de Paris)
- 1907: Cartas familiares y billetes de París (Cartas familiares e bilhetes de Paris)
- 1909: Notas contemporâneas
- 1912: Últimas páginas
- 1925: Correspondência
- 1926: Estampas egipcias (O Egipto)
- 1929: Cartas inéditas de Fradique Mendes
- 1949: Eça de Queirós entre os seus. Cartas íntimas

### Traducción
- As minas de Salomão (1885), de Henry Rider Haggard.